# Embalse de Bucaramanga
El embalse de Bucaramanga está situado en el curso del río Tona (Confluencia hidrologica del Río Tona y Surata), en el departamento de Santander , Colombia.
Es un embalse de gravedad que ocupa 54 hectáreas, comprende una represa de 103 metros de altura que almacena un volumen de 17.6 millones de metros cúbicos de agua regulando un caudal de 1000 litros de agua por segundo, adicionales al sistema del Acueducto de Bucaramanga y equivalente a una reserva de agua para tres meses de consumo.
Así mismo la obra está conformada por una Planta de Tratamiento de 1.200 litros por segundo de capacidad, una Línea de Aducción de 3.8 kilómetros y una Línea de Conducción en tubería de 1.2 metros de diámetro y de 15 kilómetros de longitud hasta el Municipio de Girón. Este embalse está planeado como reserva de agua potable para el consumo en el área de influencia del Acueducto de Bucaramanga hasta el año 2050 (Bucaramanga, Floridablanca y Girón).

## Turismo
Cumple además como sitio de esparcimiento para los habitantes del Área Metropolitana de Bucaramanga en temas de pesca deportiva y deportes acuáticos.